# 吕文远
吕文远（1907年4月—2003年10月8日），原名吕怀义，男，安徽颍上人，中华人民共和国政治人物，曾任湖北省人大常委会副主任，中共湖北省顾问委员会常委。